# 窩窩棋
窩窩棋，是流傳於湖北的播棋類遊戲，與越南播棋、白族播棋、老牛棋同樣有大小子，詳細規則不明。

## 棋具
- 長方形棋盤，分為兩列各六個小洞，兩方玩家各分一列，每方右下邊的洞稱為老窝塘。

- 初始佈置時，老窝塘各有一顆大棋子，其餘小洞有五顆小棋子。大小棋子差別只在於算分不同。

## 規則
- 每回合玩家輪流行棋，從己方有棋子的小洞取出所有棋子，先選定順或逆時鐘方向，再分配到其他的小洞中，一洞分配一顆，直至分配完。當最後一顆棋子落下時，需從其第一順位棋洞取走所有棋子再以同方向進行分配，直到最後分投的棋子落下時其第一順位棋洞為空洞時方結束回合，並將第二順位棋洞的棋子全部取走，作為分數。但若第一順位為老窝塘，則不能取走第二順位的棋子，此規則稱為死氣。

- 其餘規則不詳。[3]